# Indios y vaqueros (juego)
El juego de indios y vaqueros consiste en simular batallas entre indígenas y vaqueros en el "viejo Oeste" donde los rivales se pelean con armas de fuego y flechas, y se persiguen y capturan mutuamente.  Este juego fue popular entre niños occidentales entre los años 1920 a 1980, sobre todo en Estados Unidos y Australia.  Hoy día se considera un juego inapropiado dada su contenido violento, el uso de estereotipos racistas contra indios y los conflictos en la historia del colonialismo.

## Contexto
El sociólogo Dr. Michael Yellow Bird examina críticamente cómo el juego infantil, aparentemente inocente, con juguetes de "vaqueros e indios" reproduce el violento legado del colonialismo. Argumenta que estos juguetes no son objetos neutrales, sino "iconos del colonialismo", que encarnan narrativas de conquista, jerarquía racial y la eliminación de los pueblos indios. Yellow Bird sitúa sus reflexiones en su experiencia personal, recordando sus propios encuentros con pistolas de juguete, indios de plástico y figuras de vaqueros en su infancia. Muestra cómo estos objetos le enseñaron tempranamente lecciones sobre la inferioridad y la alteridad: los indios eran blancos para disparar, mientras que los vaqueros representaban la civilización y la victoria. Esta dinámica normalizó la violencia genocida que acompañó a la expansión estadounidense. El artículo conecta el juego infantil con prácticas culturales más amplias que trivializan el sufrimiento indio a la vez que celebran la mitología de la frontera. Yellow Bird enfatiza que los juguetes y juegos refuerzan la supremacía blanca al educar a los niños, tanto indios como no indios, para que adopten mentalidades coloniales. Hace un llamado a repensar críticamente la cultura infantil, instando a los padres, educadores y comunidades a desafiar estas narrativas dañinas y desarrollar alternativas que respeten las identidades e historias indígenas.
La historiadora Dr. Ann McGrath examina el juego infantil de "vaqueros e indios" como una narrativa transnacional que refleja la dinámica racial e identitaria del colonialismo de poblamiento. McGrath, quien creció en la Australia de la década de 1960, recuerda cómo el juego reforzaba los estereotipos de los pueblos indios como "salvajes", a la vez que permitía a los niños experimentar con el poder y los mitos coloniales. El estudio argumenta que el juego, arraigado en las series del viejo Oeste y los westerns de Hollywood, perpetuó la violencia colonial y las narrativas de despojo de tierras. Al comparar Australia y Norteamérica, McGrath destaca cómo los contextos locales moldearon la jugabilidad, ya que los niños australianos a menudo ignoraban las historias aborígenes, mientras imitaban los estereotipos de la frontera estadounidense. El artículo critica el papel del juego en la naturalización del colonialismo, pero señala su declive en la década de 1980, en medio del activismo indígena y las reevaluaciones de la apropiación cultural.
La académica Dr. Victoria Paraschak examina la apropiación cultural de prácticas indígenas en contextos deportivos y performativos. Paraschak analiza como actividades como los juegos de "indios y vaqueros" o el uso de mascotas nativas en eventos deportivos refuerzan estereotipos y trivializan las culturas indígenas, perpetuando dinámicas coloniales. Aunque algunos argumentan que estas prácticas honran a las comunidades nativas, la autora destaca que suelen ignorar la historia de opresión y marginalización, reduciendo identidades complejas a caricaturas. El texto cuestiona si estas representaciones fomentan un diálogo intercultural genuino o simplemente reproducen estructuras de poder desiguales.
Recientemente, se han calificado estos juegos de racistas y han provocado reacciones por parte del público.